# سد دونگفنگ
سد دونگفنگ (Dongfeng Dam) یک سد قوسی بر روی رود وو (Wu River) در ۶۵ کیلومتری (۴۰ مایل) شمال غربی شهر چینگژن در استان گوئیژو، چین ساخته شده‌است. هدف اصلی این سد تولید برق آبی است و از نیروگاه ۵۷۰ مگاوات پشتیبانی می‌کند. ساخت این سد در سال ۱۹۸۹ آغاز شد و اولین ژنراتور در سال ۱۹۹۴ و آخرین در سال ۱۹۹۵ ساخته و نصب گردید. ظرفیت این ژنراتورها در سال ۲۰۰۵ از ۱۷۰ مگاوات به ۱۹۰ مگاوات رسیده‌است.